# Steve Wendel Brown Reyes
Steve Wendel Brown Reyes (San Andrés, 3 de septiembre de 1986) es un beisbolista colombiano que juega como jardinero en Ottawa Champions de la Canadian American Association y en Caimanes de Barranquilla de las Liga Colombiana de Béisbol Profesional.

## Carrera en Ligas Menores
Firmó en 2004 con la organización de los Houston Astros en las ligas menores hasta 2009 donde disputó un total de 366 juegos, 196 carreras, 327 hits, 51 dobles, 11 triples, 26 jonrones y 148 carreras impulsadas. En 2010 pasó al Edmonton Capitals donde jugó la Golden Baseball League y la North American League acumulando 130 partidos, con 88 carreras, 107 hits, 15 jonrones y 69 carreras impulsadas. En 2012 llegó a la Canadian American Association con Les Capitales de Quebec disputando 95 juegos, llegando al Trois-Rivieres Aigles en 2013 acumulando 345 juegos hasta el 2016.
El 18 de mayo de 2017 firmó con Ottawa Champions hasta la actualidad con registro de 181 juegos, 96 carreras, 181 hits, 32 dobles, 3 triples, 18 jonrones y 122 carreras impulsadas.

## Liga Colombiana de Béisbol Profesional
Jugando en la liga de su país natal ha obtenido los siguientes reconocimientos:
- Campeón: (4) 
  - 2007/08 (Caimanes)
  - 2008/09 (Caimanes)
  - 2009/10 (Caimanes)
  - 2012/13 (Caimanes)
  - 2015/16 (Caimanes)[2]

- Mejor Slugging: (1)
  - temporada 2014/15

- Mejor Center Field: (2)
  - temporada 2014/15
  - temporada 2017/18

- Líder en triples: (1)
  - temporada 2011/12 (4)

### Estadísticas de bateo en Colombia
| Año     | Equipo                   | Liga | VB   | C   | Hits | HR | CI  | BA   | BR |
| ------- | ------------------------ | ---- | ---- | --- | ---- | -- | --- | ---- | -- |
| 2006/07 | Caimanes de Barranquilla | LCBP | 159  | 30  | 44   | 2  | 17  | .    | 3  |
| 2007/08 | Caimanes de Barranquilla | LCBP | 112  | 17  | 35   | 1  | 10  | .    | 2  |
| 2008/09 | Caimanes de Barranquilla | LCBP | 108  | 20  | 33   | 4  | 21  | .    | 3  |
| 2009/10 | Caimanes de Barranquilla | LCBP | 111  | 28  | 27   | 3  | 21  | .    | 5  |
| 2011/12 | Caimanes de Barranquilla | LCBP | 111  | 26  | 33   | 6  | 17  | .    | 1  |
| 2012/13 | Caimanes de Barranquilla | LCBP | 127  | 23  | 41   | 8  | 26  | .    | 3  |
| 2013/14 | Caimanes de Barranquilla | LCBP | 116  | 20  | 36   | 3  | 10  | .    | 7  |
| 2014/15 | Caimanes de Barranquilla | LCBP | 139  | 32  | 40   | 8  | 24  | .    | 10 |
| 2015/16 | Caimanes de Barranquilla | LCBP | 115  | 24  | 32   | 5  | 19  | .    | 8  |
| 2016/17 | Caimanes de Barranquilla | LCBP | 126  | 21  | 28   | 5  | 18  | .    | 5  |
| 2017/18 | Caimanes de Barranquilla | LCBP |      |     | 42   | 5  | 29  | .    |    |
| Total   |                          |      | 1224 | 241 | 391  | 5O | 212 | .319 | 47 |

## Selección Colombia

### Clásico Mundial de Béisbol
Estadísticas en el Clásico Mundial de Béisbol.
| Año   | Equipo   | Fase           | VB | C | Hits | HR | CI | BA   | BR |
| ----- | -------- | -------------- | -- | - | ---- | -- | -- | ---- | -- |
| 2012  | Colombia | Clasificatorio | 11 | 3 | 4    | 1  | 3  | .364 | 0  |
| 2016  | Colombia | Clasificatorio | 12 | 0 | 1    | 0  | 1  | .083 | 0  |
| TOTAL |          |                | 23 | 3 | 5    | 1  | 4  | .130 | 4  |

### Campeonato Sudamericano de Béisbol
- Campeón: 2015[4]
- Tercer lugar: 2016[5]
- Mejor Center Field: 2016[6]